# 銀河間物質
銀河間物質 (ぎんがかんぶっしつ、英: intergalactic medium, IGM) とは、銀河外の空間に分布する物質のことである。宇宙に存在するバリオンの50%以上は銀河間物質という形で存在すると考えられている。

## 形態
銀河間物質の元素組成はビッグバン元素合成から予測される質量比 (水素75%、ヘリウム25%) に近いものの、分光観測によって高赤方偏移でも一定の金属量を持つことが示唆されている。これは恒星内元素合成によって生成された元素が IGM へ還元されたものであるが、この metal enrichment 過程は銀河風などによって駆動されたものと考えられるが、その詳細は2006年現在未解明な点が多い。
宇宙の晴れ上がり (赤方偏移 {\displaystyle z\sim 1000}) 以降、銀河間物質は中性原子という形で存在していたものの、銀河形成後に星形成銀河からのフィードバックにより再び電離状態に移行した。この宇宙の再電離の時期はおおよそ {\displaystyle z\sim 7} から {\displaystyle z\sim 9} であると見積もられている。より低赤方偏移の宇宙では IGM は完全電離している。また再電離と同時に IGM は {\displaystyle \sim 10^{4}\,\mathrm {K} } まで加熱される。
さらに低赤方偏移 ({\displaystyle z\lesssim 2}) では宇宙の大規模構造の形成に伴い IGM のおよそ半分は {\displaystyle 10^{5}-10^{7}\,\mathrm {K} } まで衝撃波によって加熱され、IGM は Warm–hot intergalactic medium (WHIM) と呼ばれる状態にある。その密度は 10-27 kg/m3 より小さく、これは1立方メートルあたり原子ひとつ程度に相当する。

## 観測

### 銀河間吸収
中性水素の1s状態と2p状態の遷移に対応する輝線・吸収線はライマンα線と呼ばれる。これは (赤方偏移を受けなければ) 波長
{\displaystyle \lambda _{\mathrm {Ly\alpha } }=1216\,\mathrm {\AA} }
の紫外線である。遠方の天体 (クエーサーなど) と地球を結ぶ視線上の銀河間空間に中性水素の雲を通過すると、この雲の位置でクエーサーの光のうちライマンα線が吸収を受ける (銀河間吸収)。この吸収線の位置は雲の赤方偏移によって異なるため、天体のスペクトルにはライマンα線より長波長側に多数の吸収線が乱立して存在する。このようなスペクトルはライマンαの森と呼ばれる。
高赤方偏移 {\displaystyle z\gtrsim 6} では IGM の多くが中性原子という形で存在するため。クエーサーのスペクトルはライマンα線から長波長側の一定の範囲の波長の光が連続的に吸収を受け、Gunn–Peterson trough として知られるスペクトルを形作る (ガン-ピーターソン検定)。このスペクトルは2001年にスローン・デジタル・スカイサーベイプロジェクトによって {\displaystyle z=6.28} のクエーサーに初めて検出された。

### 宇宙マイクロ波背景輻射
宇宙マイクロ波背景輻射 (CMB) と IGM は制動放射およびコンプトン散乱により相互作用し、CMB に観測可能な効果を及ぼす。CMB が高温 IGM と逆コンプトン散乱する場合、この効果は CMB の y 型のスペクトル歪みという形で現れる。これはプランク分布のレイリー・ジーンズの法則側の温度を実効的に
{\displaystyle T(y)=T(0)e^{-2y}}
へと変更するもので、その大きさ {\displaystyle y} は、IGM が赤方偏移 {\displaystyle z_{1}} に加熱されそれ以降断熱的に振る舞うという仮定のものでは、IGM の現在の温度 {\displaystyle T_{0}} に
{\displaystyle y=1.2\times 10^{-3}\left({\frac {T_{0}}{10^{8}\,\mathrm {K} }}\right)\mathrm {\Omega } _{\mathrm {IGM} }h\int _{0}^{z_{1}}{\frac {(1+z)^{4}}{\sqrt {\mathrm {\Omega } _{\Lambda ,0}+\mathrm {\Omega } _{m,0}(1+z)^{3}+\mathrm {\Omega } _{r,0}(1+z)^{4}}}}dx}
という形で依存する。y パラメータの制限はCOBEによる
{\displaystyle y\lesssim 1.5\times 10^{-5}}
がある。

### 21cm線
暗黒時代の IGM は検出可能な強度の21cm線を放射すると考えられており、LOFAR、Murchison Widefield Array (MWA) といった電波天文台によってこの時期の21cm線の検出が試みられているものの、2020年現在では IGM 由来の21cm線は未だ直接検出されていない。2020年代にはより高感度のスクエア・キロメートル・アレイ (SKA) による観測が計画されている。

## 歴史
銀河間物質を検出する最初の試みは1959年のジョージ・B・フィールドによるもので、電波銀河であるはくちょう座Aを観測し中性水素の21cm線に対応する吸収線を探索するものだった。しかしフィールドは IGM の有意な痕跡を発見することはできなかった。その後クエーサーが発見されると、1965年にジェームズ・エドワード・ガンとブルース・ピーターソンは銀河間物質として中性水素が存在するならばクエーサーのスペクトルにはライマンα線に対応する吸収線が生じると指摘した。
IGM 観測は複数回に渡る技術革新の度に飛躍的に進展してきた。1970年代半ばのX線天文衛星ウフルの打ち上げ、1990年代のハッブル宇宙望遠鏡の打ち上げおよび新技術望遠鏡 (NTT) での EMMI の導入とケック天文台でのHIRES分光器の導入、2000年頃のVLTにおけるUVESの稼働、FUSEの打ち上げ、そしてスローン・デジタル・スカイサーベイの開始などである。